# Eurac Research

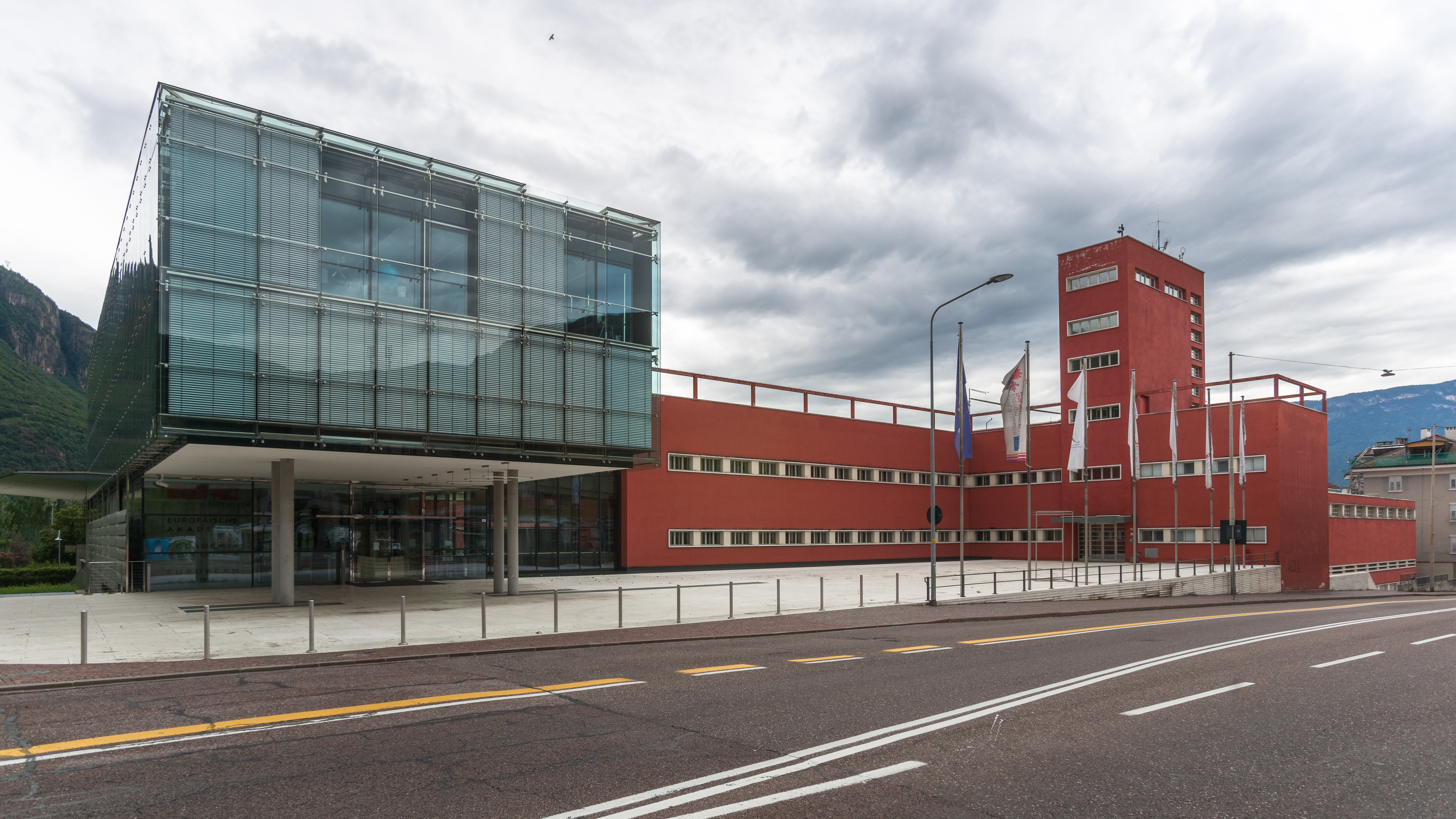
Eurac Research a Bolzano

Eurac Research è un centro di ricerca applicata privato con sede a Bolzano, in Alto Adige.
Nata nel 1992, Eurac Research conta oggi undici istituti di ricerca. Gli studi di Eurac Research, centro di ricerca a vocazione europeista, muovono dalla conoscenza e dalle esigenze del territorio montano e plurilingue dove è sorta per essere sviluppati a livello internazionale. Per esempio, i modelli sui cambiamenti climatici realizzati per singole valli dell'Alto Adige, impiegando sia dati satellitari sia misurazioni a terra, sono condivisi con partner di ricerca europei per definire scenari comuni.  Lo stesso vale per le ricerche sulla mobilità nelle Alpi, per l'elaborazione di piani energetici sostenibili o per gli studi sullo statuto di autonomia che regola la convivenza fra i tre gruppi linguistici dell'Alto Adige (tedeschi, italiani e ladini), base per modelli simili in altre regioni. I ricercatori di Eurac Research lavorano al fianco di organizzazioni internazionali quali le convenzioni dei Carpazi e delle Alpi, l'UNEP e l'UNIDO nell'ambito dello sviluppo sostenibile e delle tecnologie energetiche.
Eurac Research conta oltre 800 partner sparsi in 56 paesi. Oltre alle quote dei soci e a un accordo programmatico con la Provincia autonoma di Bolzano, gli istituti si sostentano in larga parte grazie a finanziamenti europei.
Nella sua sede centrale di Bolzano, Eurac Research ospita la sede operativa del Segretariato permanente della Convenzione delle Alpi.

## Istituti di ricerca
- Istituto sui diritti delle minoranze
- Istituto per il management pubblico
- Istituto di studi federali comparati
- Istituto di linguistica applicata
- Istituto per l'ambiente alpino
- Istituto per l'osservazione della Terra
- Istituto per lo sviluppo regionale
- Istituto per le energie rinnovabili
- Istituto di biomedicina
- Istituto per la medicina di emergenza in montagna
- Istituto per lo studio delle mummie
- Center for Advanced Studies
- Center for Sensing Solutions
- Center for Global Mountain Safeguard Research
- Center for Climate Change and Transformation
- Center for Autonomy Experience
- terraXcube

## Infrastrutture di ricerca
- 7 laboratori di ricerca per le energie rinnovabili
- 2 biobanche
- 4 laboratori sui reperti antichi
- 1 laboratorio di biomedicina
- 1 simulatore di ambienti estremi terraXcube
- 1 laboratorio per il monitoraggio ambientale
- 1 laboratorio a cielo aperto per la ricerca ecologica di lungo periodo

## Sede
Dall'autunno del 2002 la sede di Eurac Research si trova nei pressi del centro storico, alla confluenza di Talvera e Isarco, nell'edificio conosciuto a Bolzano come “ex-GIL”. Il complesso era stato costruito negli anni Trenta per ospitare le giovani iscritte alla Gioventù italiana del littorio fascista (GIL). Dopo il 1945 l'edificio divenne nel corso degli anni cinema, supermercato e officina, finendo in condizioni di degrado. All'inizio degli anni Novanta si decise di rinnovare la struttura e di adibirla a sede del centro di ricerca da poco istituito. Nel 1995 fu bandito un concorso internazionale di architettura che fu vinto dall'architetto Klaus Kada di Graz. Kada mantenne la struttura esistente completandola con nuove sezioni in vetro. In seguito alla ristrutturazione la facciata riporta il colore originario, il caratteristico rosso pompeiano.
L'edificio sfrutta energie rinnovabili e dispone di macchine ad assorbimento per la climatizzazione dell'aria.

## Storia
Eurac Research venne fondata nel 1992 come associazione privata, si insediò nel 1993 e contava agli esordi dodici dipendenti impegnati nelle aree di ricerca lingue e diritto, ambiente alpino, minoranze e autonomie. Il primo grande progetto di cui si occupò fu lo studio di fattibilità (1993) per la creazione di un'Università a Bolzano, evento che avvenne nel 1997. Nel corso degli anni l'ambito di ricerca si è arricchito di nuovi temi, tra cui management e cultura d'impresa, medicina genetica ed energie rinnovabili. Nel 2009 è nato l'Istituto per la medicina di emergenza in montagna e nel 2011 stato inaugurato l'Istituto di biomedicina. Nel 2017 nasce il Center for Advanced Studies, mentre nel 2020 viene istituito il Center for Autonomy Experience e nel 2023 il Center for Migration and Diversity.